# Quellblasenschnecke
Die Quellblasenschnecke (Physa fontinalis), auch Quell-Blasenschnecke, ist eine Süßwasserlungenschnecke aus der Familie der Blasenschnecken (Physidae).

## Merkmale
Ihr Gehäuse ist sieben bis 12 Millimeter hoch und vier bis sieben Millimeter  breit. Das linksgewundene Gehäuse hat vier Umgänge, der Apex ist gerundet. Das Gehäuse ist dünnwandig, durchscheinend und glänzend. Die Körperfarbe ist gelbbraun bis schwarzblau. Die Fühler sind hell, die Augen an der Fühlerbasis. Ihr Fuß ist lang und dünn, der Mantel greift über das Gehäuse. Quellblasenschnecken sind Zwitter.

## Lebensraum und Verbreitung
Die Quellblasenschnecke ist ein Opportunist. Sie besiedelt klare, pflanzenreiche Still- und Fließgewässer sowie moderat belastete Gewässer. Sie ist in Mitteleuropa verbreitet und wurde auch im norditalienischen Caldonazzosee nachgewiesen. In Deutschland ist sie überall zu finden, im Süden jedoch seltener. Der Saprobienindex für diese Art beträgt 2,2.